# Scaramouche (1923)
Scaramouche é um filme mudo espadachim baseado no romance de 1921 Scaramouche de Rafael Sabatini, dirigido por Rex Ingram, lançado pela Metro Pictures e estrelado por Ramón Novarro, Alice Terry, Lewis Stone e Lloyd Ingraham.
Scaramouche se tornou de domínio público nos Estados Unidos em 1º de janeiro de 2019.

## Elenco
- Lloyd Ingraham como Quintin de Kercadiou
- Alice Terry como Aline de Kercadiou, sua sobrinha
- Ramon Novarro como André-Louis Moreau, seu afilhado
- Lewis Stone como o Marquês de la Tour d'Azyr
- Julia Swayne Gordon como a condessa [Thérèse] de Plougastel
- William Humphrey como O Chevalier de Chabrillone
- Otto Matieson como Philippe de Vilmorin
- George Siegmann como  Danton
- Bowditch M. Turner como Capelinha
- James Marcus como [Challefau] Binet
- Edith Allen como Climène Binet
- John George como Polichinelle
- Willard Lee Hall como Tenente do Rei
- Rose Dione como La Révolte

Não Creditado:
- Edwin Argus como Rei Luís XVI
- J. Edwin Brown como Monsieur Benoit
- Louise Carver como membro do público de teatro
- Edward Connelly como Ministro do Rei

## Produção

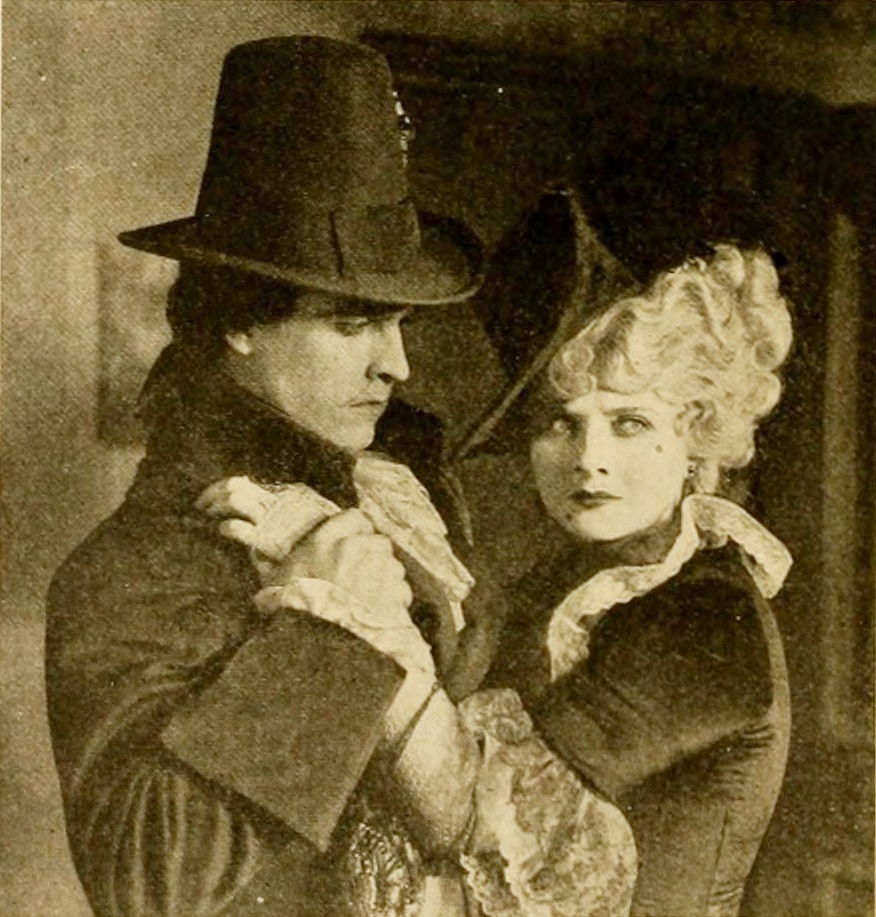
Ramon Novarro e Alice Terry em Scaramouche

Scaramouche era uma produção elaborada e pesada que sofria de atrasos e custos excessivos. Ingram garantiu os direitos do romance de Sabatini em setembro de 1922 e trabalhou no projeto por sete meses antes de as câmeras rodarem. Extensos cenários externos, representando a Paris do século 18, foram construídos tanto no lote do metrô quanto em um local separado no Vale de San Fernando, e 1.500 extras foram usados. Uma seqüência experimental foi filmada em Technicolor, com a empresa Technicolor pegando guia; a sequência se mostrou insatisfatória e foi finalmente descartada.

## Lançamento
Scaramouche recebeu um prestigioso roadshow de 22 unidades após sua conclusão em 1924. Apesar do grande orçamento do filme, o filme foi financeiramente bem-sucedido nos Estados Unidos e quebrou recordes de bilheteria em Paris e Londres

## Mídia doméstica
Desde 24 de março de 2009, está disponível em DVD na Warner Archive Collection.